# ورد صيني
ورد صيني  (الاسم العلمي: Rosa chinensis) هو نوع من النباتات يتبع جنس الورد من الفصيلة الوردية. سمي هذا النوع نسبةً إلى الصين.

## انظر أيضاً

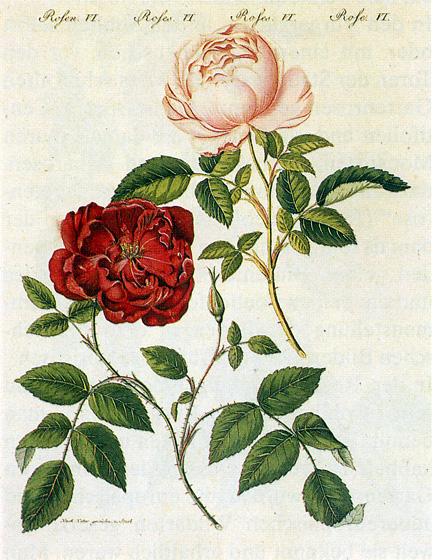
18th-century painting of two cultivars
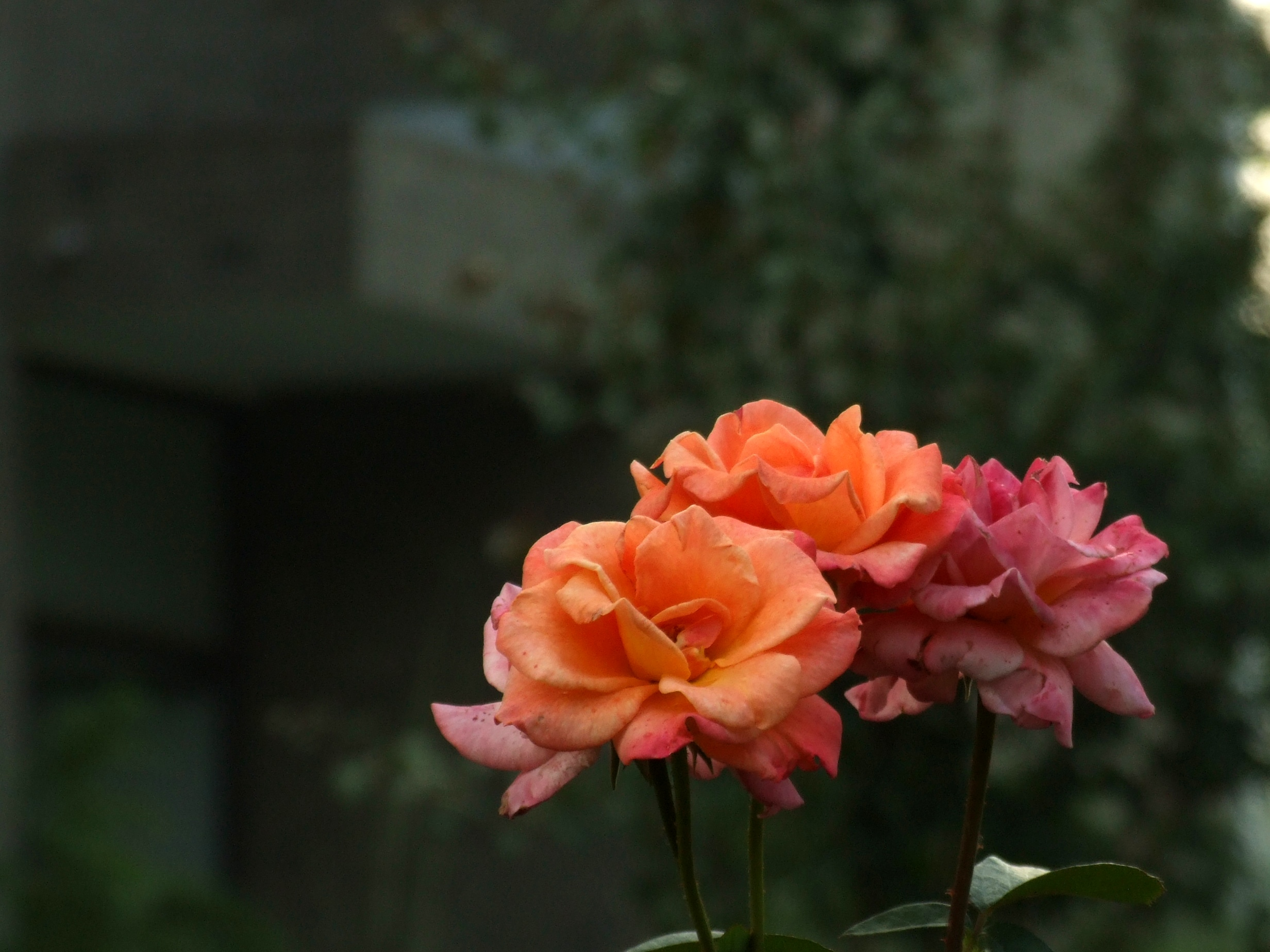
A Rosa chinensis cultivar